# Pégairolles-de-Buèges
Pégairolles-de-Buèges település Franciaországban, Hérault megyében. Lakosainak száma 55 fő (2022. január 1.). Pégairolles-de-Buèges Causse-de-la-Selle, Saint-Guilhem-le-Désert, Saint-Jean-de-Buèges és Saint-Maurice-Navacelles községekkel határos.

## Népesség
A település népességének változása:
| Lakosok száma | 33   | 50   | 42   | 50   | 40   | 41   | 50   | 55   | 56   | 55   |
|               | 1968 | 1982 | 1990 | 2006 | 2013 | 2015 | 2017 | 2019 | 2020 | 2022 |